# 중앙동 (여수시)
중앙동(中央洞)은 대한민국 전라남도 여수시의 동이다.

## 개요
중앙동은 조선시대 초기에 마을이 형성되어 전라좌수영의 본영이 되면서 본영을 지키기 위해 축을 쌓아 바다를 막는 수담을 쌓아 수비를 엄하게 하였으며 같은 음을 따서 수장동(水莊洞)이라 하였다. 남문 또는 장대가 있던 곳을 ‘남문밖’ 또는 ‘구장대’라 하고 ‘중장동’으로 불렸다. 1914년 일제의 행정개편에 의하여 수동, 정동, 재동, 죽동, 행동, 지동, 남동, 장동, 소동, 죽전,후동, 아동, 석동, 예동,근동, 내동, 천동, 석성, 평동, 연동, 종포를 병합하여 ‘동정’이라하다가 1946년 일제식 동명변경에 의하여 동정 일부를 갈라서 중장동으로 고쳤는데 1953년 행정구역 변경에 따라 중장동으로 고쳤다. 1961년 행정구역개편으로 중장동을 중앙동으로 고쳤다.

## 법정동
- 중앙동(中央洞)
- 고소동(姑蘇洞)
- 교동(喬洞)

### 교통
- 여수공항 (23km)
- 여수엑스포역 (3km)

## 기관
- 여수경찰서 (하멜로 2, 고소동)
- 동문파출소 (하멜로 22, 고소동)
- 광주은행 여수지점 (중앙로 28, 교동)
- NH농협은행 여수시지부 (중앙로 49, 교동)
- 신한은행 디지털라운지 여수점 (중앙로 58, 교동)
- 중앙동주민센터 (중앙로 99, 중앙동)
- 광주지방법원 순천시지원 여수등기소 (고소3길 5, 고소동)
- 여수기상대 (고소5길 42, 고소동)
- 여수연안여객선터미널 (여객선터미널길 17, 교동)
- 여수수산시장 (여객선터미널길 24, 교동)
- 여수교동시장 (교동시장4길 13-1, 교동)
- 호텔더엘 (이순신광장로 135, 중앙동)
- 하나은행 여수지점 (통제영4길 3, 교동)
- IBK기업은행 여수지점 (통제영5길 6, 교동)
- KT 동여수지점 (동문로 40, 고소동)

## 여가
- 이순신광장
- 고소동벽화마을
- 진남로상가

## 주거
- 한신아파트 (고소5길 74, 고소동)

## 도로명주소 목록
- 고소1길
- 고소2길
- 고소3길
- 고소4길
- 고소5길
- 고소6길
- 고소7길
- 고소8길
- 고소9길
- 교동남1길
- 교동남2길
- 교동북1길
- 교동북2길
- 교동북3길
- 교동시장1길
- 교동시장2길
- 교동시장3길
- 교동시장4길
- 교동시장5길
- 교동시장6길
- 교동시장7길
- 대첩비길
- 동문로
- 매영성길
- 서문길
- 선어시장길
- 수정2길
- 여객선터미널길
- 이순신광장로
- 중앙1길
- 중앙2길
- 중앙3길
- 중앙4길
- 중앙5길
- 중앙로
- 진남상가길
- 충무로
- 충무오거리길
- 충무오거리안길
- 통제영1길
- 통제영2길
- 통제영3길
- 통제영4길
- 통제영5길
- 하멜로